# Taranath Rao
Pandit Taranath Rao (Taranath Ramarao Hattiangady, * 6. März 1915 in Mangalore, Karnataka; † 1991) war ein indischer Perkussionist.

## Leben und Wirken
Taranath erlernte als Kind Tabla bei Vishnu Goakar und Mridangam bei seinem Vater und studierte Tala bei Laya Brahma Bhaskar Khapruji. In Mangalore lernte er Shamshuddin Khan kennen, der als Begleiter Abdul Karim Khans wirkte, und der ihn einlud, sein Schüler zu werden.
1932 ging Taranath nach Bombay, wo er die Sir J. J. School of Art besuchte und Schüler des Pakhawaj- und Tablaspielers Subbarao Ankolekar bis zu dessen Tod 1937 war. 1939 nahm ihn schließlich Shamshuddin Khan offiziell als Schüler auf. Bei der Aufnahmezeremonie spielte Taranath ein vierstündiges Tabla-Solo. Daneben studierte er weiter Pakhawaj bei Baburao Gokhale, dem Schüler eines Enkelschülers von Nana Saheb Panse, der einen nach ihm benannten Pakhawaj-Stil begründet hatte.
Taranath arbeitete in den folgenden Jahren mit zahlreichen namhaften indischen Musikern wie Abdul Karim Khan, Allauddin Khan, Nissar Hussain Khan, Ravi Shankar, Ali Akbar Khan, Vilayat Hussein Khan, Pannalal Ghosh, Fayaz Khan, Sawai Gandharva, Kumar Gandharva, Rais Khan, Bhimsen Joshi, Amir Khan, Krishnarao Shankar Pandit, Mallikarjun Mansur, Salamat und Nazakat Hussain Khan und Amanat Ali Khan aus Pakistan, Rahimuddin Dagar und Zia Mohiuddin Dagar zusammen. Daneben gab er Konzerte und Lektionen beim All India Radio.
In seinen letzten zwölf Lebensjahren unterrichtete Taranath am California Institute of the Arts in Los Angeles. Zu seinen zahlreichen Schülern gehörten u. a. die Zwillingsbrüder Ravi und Shashi Bellare, Sadanand Naimpalli, Omkar Gulwadi, Mohan Balvally, Vijay Kangutkar, Balkrishna Iyer, Jayawant Bantwal, Jef Feldman, Peter Fagiola, Gregg Johnson, Bengt Berger und Leonice Shinneman.
Taranath, der gläubiger Muslim war, starb auf der Rückkehr von seinem Haddsch, den er im hohen Alter angetreten hatte.